# علجوم الشجر الآسيوي كيمب
علجوم الشجر الآسيوي كيمب (الاسم العلمي: Pedostibes kempi)، هو نوع من البرمائيات يتبع جنس علجوم الشجر الآسيوي ضمن فصيلة العلاجيم الحقيقية.